# Сільське господарство в США

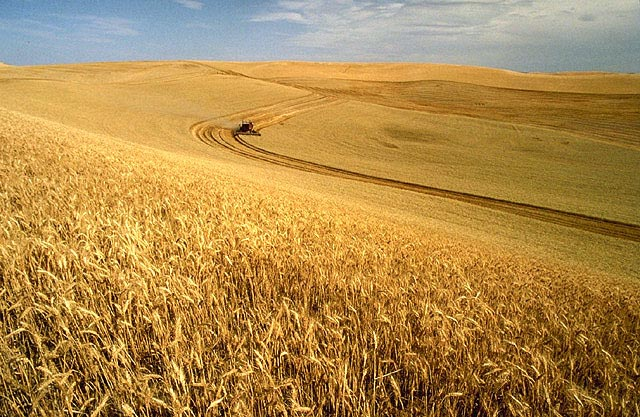
Урожай пшениці в регіоні Палуз північно-центрального Айдахо

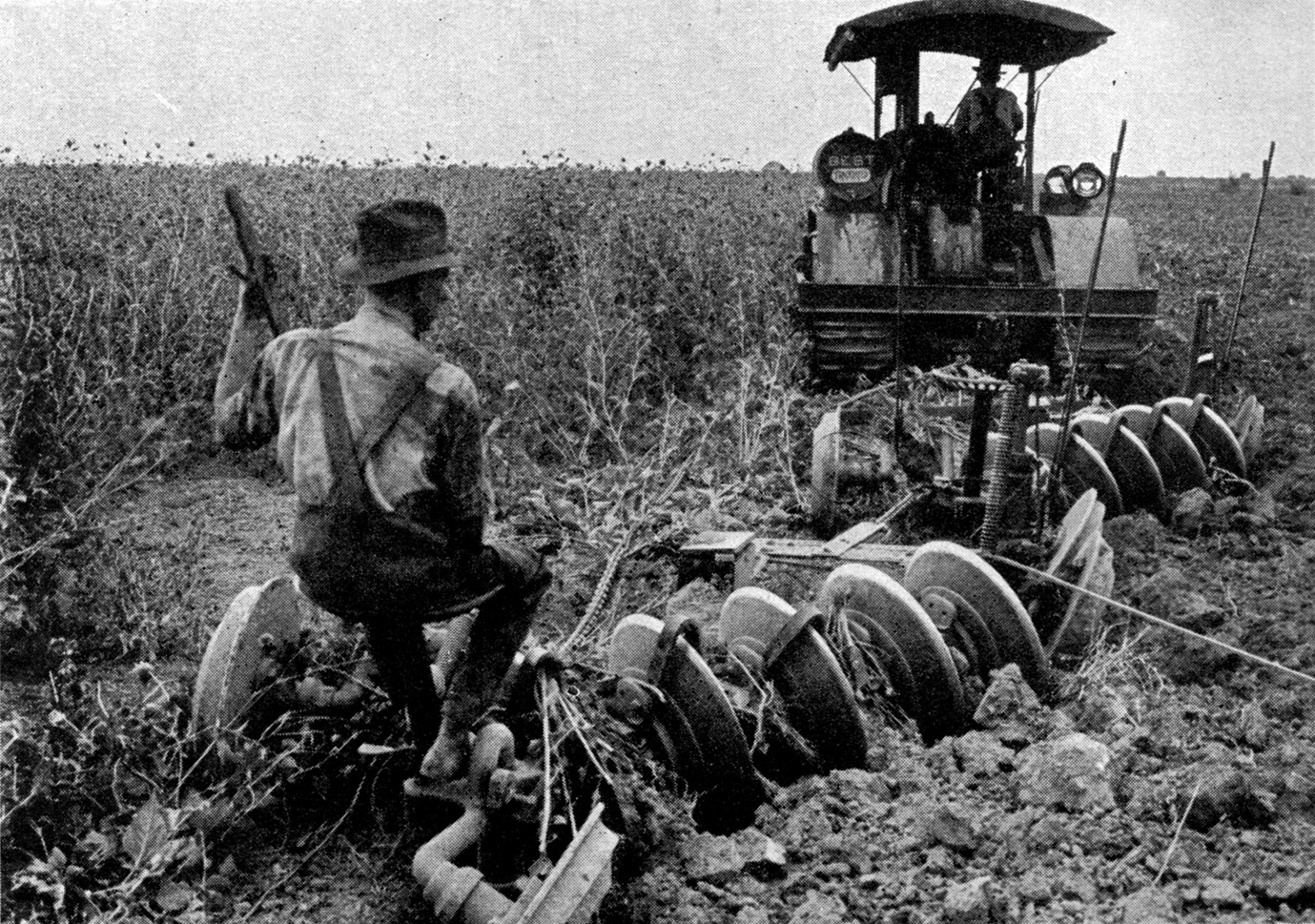
Це фото з енциклопедії 1921 року демонструє оранку поля трактором

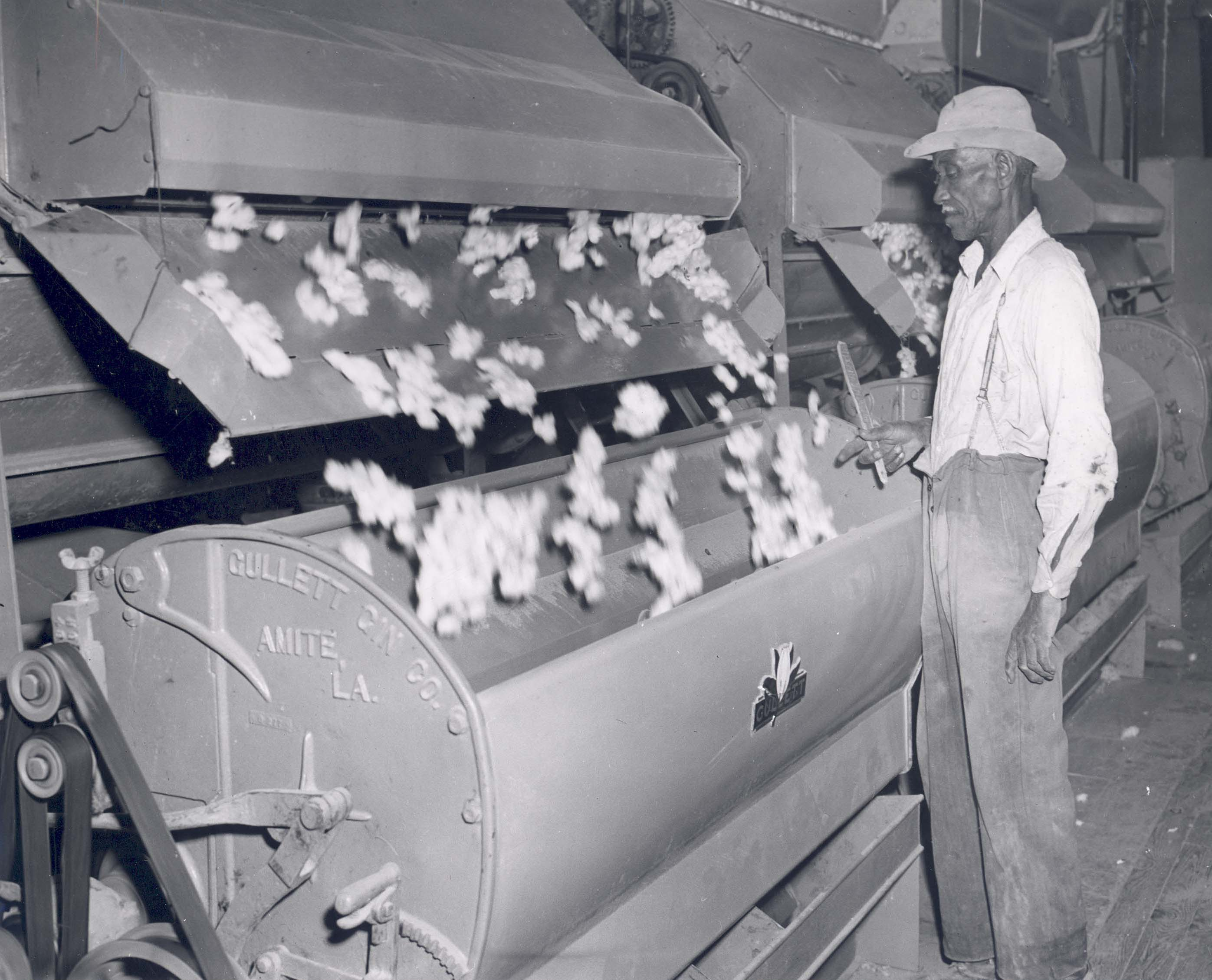
Працівник, який наглядає за очищенням бавовни, 1940-ві роки

Сільське господарство в Сполучених Штатах Америки є високомеханізованим, для нього на квадратний кілометр землі в середньому потрібен лише один фермер.
Сільське господарство є основною галуззю в Сполучених Штатах, яка є чистим експортером продовольства. За даними перепису сільського господарства 2017 року, було 2,04 мільйона фермерських господарств, що займали площу 900 мільйонів акрів (1 400 000 кв. миль), в середньому 441 акрів (178 га) на ферму.
Хоча сільськогосподарська діяльність існує в кожному штаті США, вона особливо зосереджена на Великих рівнинах, величезному просторі рівнинної орної землі в центрі країни, в регіоні на захід від Великих озер і на схід від Скелястих гір. Східна більш волога частина є основним регіоном виробництва кукурудзи та сої, відомим як Кукурудзяний пояс, а західна більш суха половина відома як Пшеничний пояс через високий рівень виробництва пшениці. Центральна долина Каліфорнії виробляє фрукти, овочі та горіхи. Американський Південь історично був великим виробником бавовни, тютюну та рису, але за останнє століття його сільськогосподарське виробництво скоротилося.
Сполучені Штати ведуть розробки в області покращення насіння, такі, як гібридизація і розширення використання сільськогосподарських культур від роботи Джорджа Вашингтона Карвера до біопластику та біопалива. Механізація сільського господарства та інтенсивне землеробство були важливими етапами в історії США. Зокрема, увійшли в історію сталевий плуг John Deere, механічну жниварку Сайруса МакКорміка, бавовноочищувальну машину Елі Вітні та широковідомі трактор Fordson та зернозбиральний комбайн. Сучасне сільське господарство в США варіюється від хобі-ферм і дрібних виробників до великих комерційних ферм, які охоплюють тисячі акрів посівних угідь та пасовиськ.

## Історія

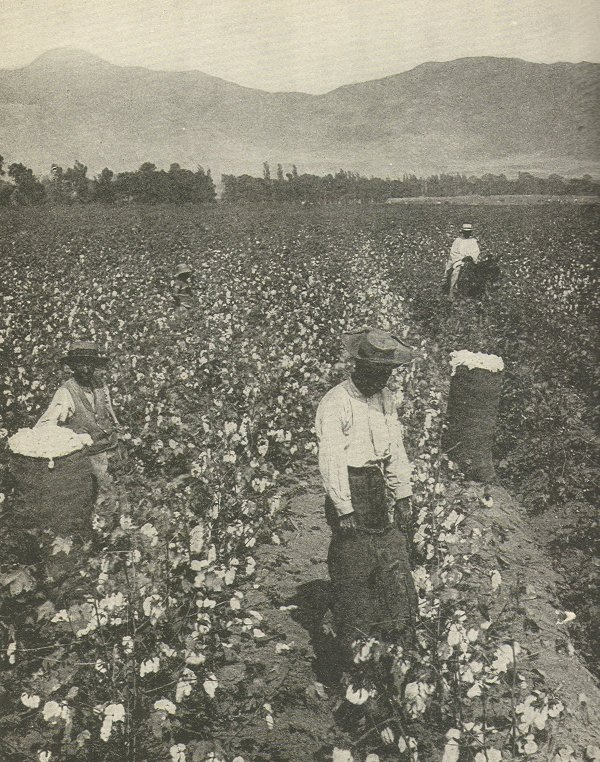
Вирощування бавовни на плантації на півдні США в 1921 році

Прибуток від виробництва сільськогосподарської продукції в США з 1961 до 2019 року

## Основна сільськогосподарська продукція

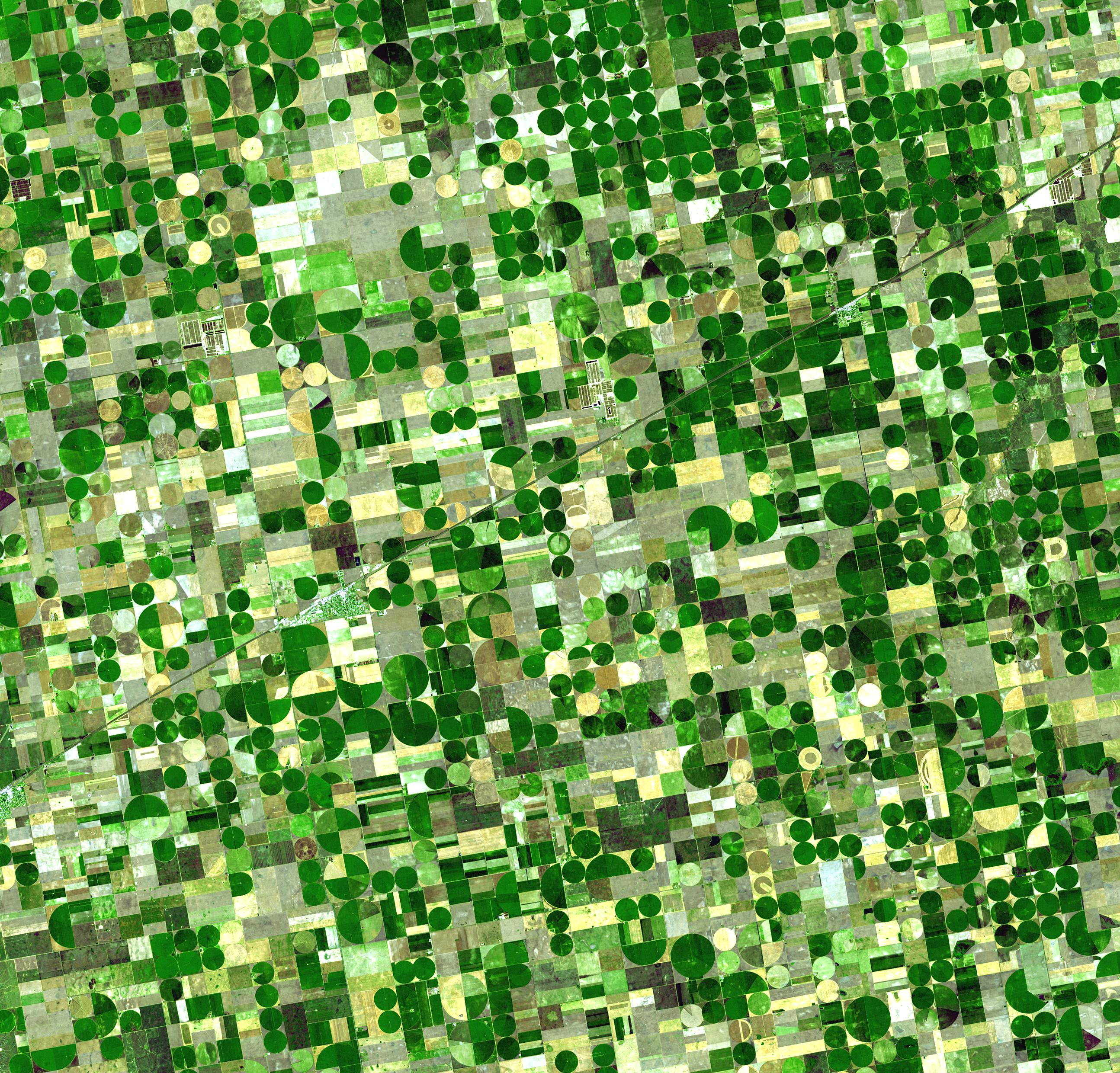
Супутникове зображення круглих посівних полів в Канзасі (червень 2001 р.).

Сільськогосподарська продукція Сполучених Штатів Америки за даними Продовольчої та сільськогосподарської організації ООН (FAO) у 2003 і 2013 роках (ранжовані приблизно в порядку цінності в мільйонах тонн):
| Продукція                         | 2003 рік | 2013 рік |
| --------------------------------- | -------- | -------- |
| Кукурудза                         | 256,0    | 354,0    |
| М'ясо великої рогатої худоби      | 12.0     | 11.7     |
| Молоко коров'яче незбиране, свіже | 77,0     | 91,0     |
| Куряче м'ясо                      | 14.7     | 17.4     |
| Соєві боби                        | 67,0     | 89,0     |
| М'ясо свині                       | 9.1      | 10.5     |
| Пшениця                           | 64.0     | 58,0     |
| Бавовняний пух                    | 4.0      | 2.8      |
| Курячі яйця                       | 5.2      | 5.6      |
| М'ясо індички                     | 2.5      | 2.6      |
| Помідори                          | 11.4     | 12.6     |
| Картопля                          | 20.8     | 19.8     |
| Виноград                          | 5.9      | 7.7      |
| Апельсини                         | 10.4     | 7.6      |
| Рис                               | 9.1      | 8.6      |
| Яблука                            | 3.9      | 4.1      |
| Сорго                             | 10.4     | 9.9      |
| Салат                             | 4.7      | 3.6      |
| Насіння бавовни                   | 6.0      | 5.6      |
| Цукрові буряки                    | 30.7     | 29.8     |

Інші культури, які потрапляли в топ-20 за останні 40 років: тютюн, ячмінь, овес і, рідко: арахіс, мигдаль і насіння соняшнику. Люцерна і сіно були б у першій десятці у 2003 році, якби їх відстежувала ФАО.

### Культури

#### Вартість продукції
| Основні сільськогосподарські культури в США | 1997 рік (у мільярдах доларів США) | 2014 рік (у мільярдах доларів США) |
| ------------------------------------------- | ---------------------------------- | ---------------------------------- |
| Кукурудза                                   | 24,4 дол                           | 52,3 дол                           |
| Соєві боби                                  | 17,7 дол                           | 40,3 дол                           |
| Пшениця                                     | 8,6 дол                            | $11,9                              |
| Люцерна                                     | 8,3 дол                            | 10,8 дол                           |
| Бавовна                                     | 6,1 дол                            | 5,1 дол                            |
| Сіно (не люцерна)                           | 5,1 дол                            | 8,4 дол                            |
| Тютюн                                       | 3,0 дол                            | 1,8 дол                            |
| Рис                                         | 1,7 дол                            | 3,1 дол                            |
| Сорго                                       | 1,4 дол                            | 1,7 дол                            |
| Ячмінь                                      | 0,9 дол                            | 0,9 дол                            |
| Джерело                                     | USDA – Звіти NASS за 1997 рік      | USDA — Звіти NASS за 2015 рік      |

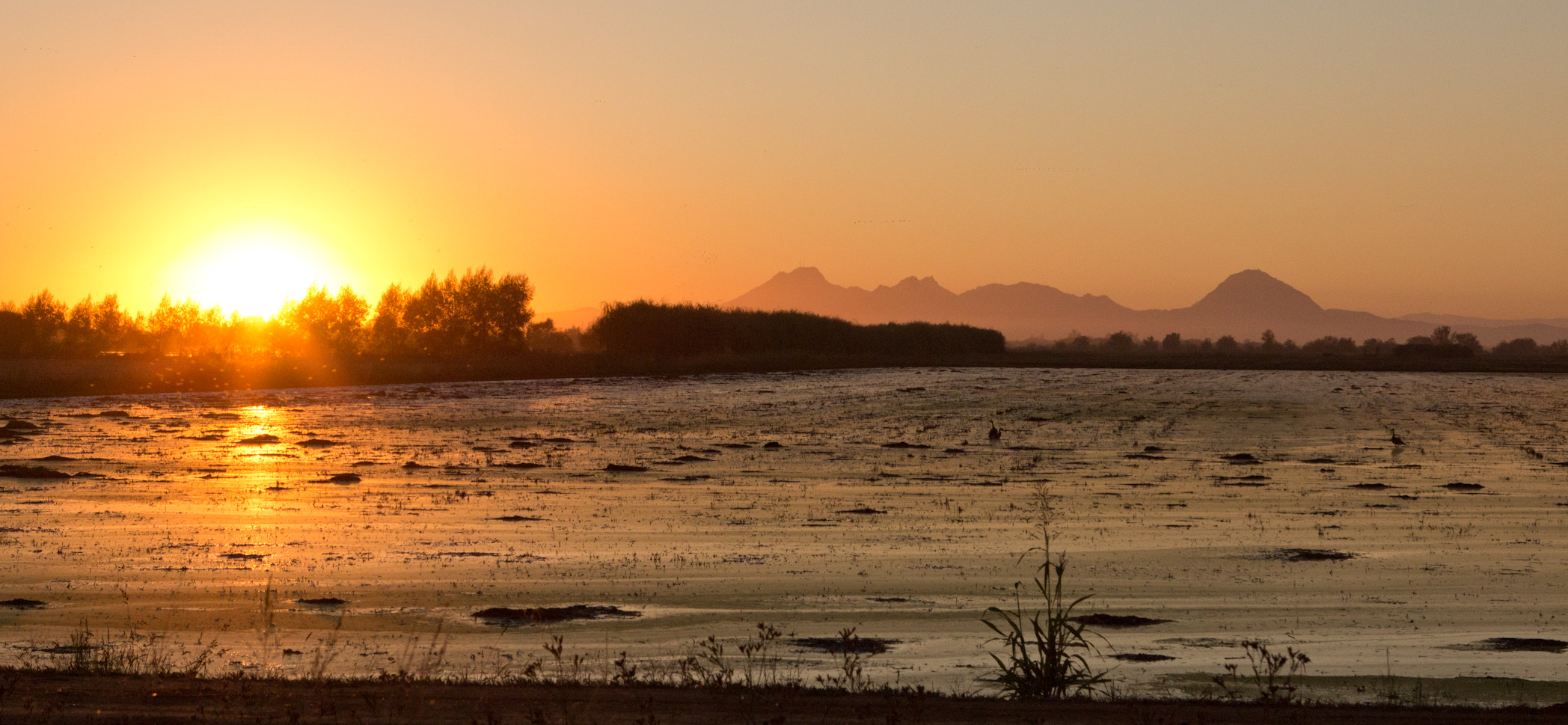
Рисове поле, Каліфорнія

Зауважте, що ФАО не відстежує люцерну та сіно, а виробництво тютюну в Сполучених Штатах впало на 60 % між 1997 і 2003 роками.

#### Урожайність
Сильно механізоване сільське господарство США має високу врожайність порівняно з іншими країнами. Станом на 2004 рік:
- Кукурудза на зерно, зібрано в середньому 160,4 бушелі на акр (10,07 т/га)
- Соєві боби для бобів, зібрано в середньому 42,5 бушелі на акр (2,86 т/га)
- Пшениця, зібрано в середньому 43,2 ц/га (2,91 т/га, у 2003 р. становило 44,2 ц/га, або 2,97 т/га)

### Тваринництво

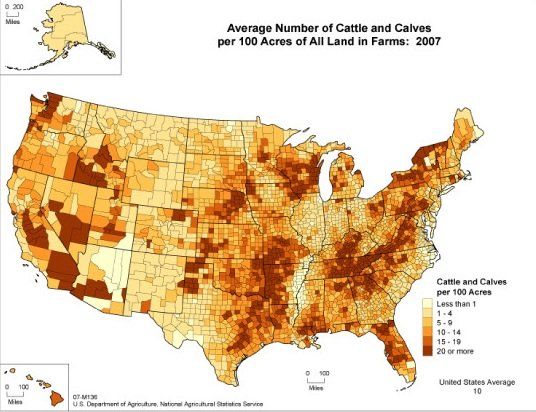
Щільність поголів'я великої рогатої худоби та телят по округах у 2007 році.

Основні галузі тваринництва в Сполучених Штатах:
- Молочна худоба
- Велика рогата худоба
- Свиня
- Птиця
- Морепродукти
- Вівці

| Тип                           | 1997 рік      | 2002 рік      | 2007 рік      | 2012 рік      |
| ----------------------------- | ------------- | ------------- | ------------- | ------------- |
| Велика рогата худоба і телята | 99 907 017    | 95,497,994    | 96,347,858    | 89 994 614    |
| Свині та поросята             | 61,188,149    | 60,405,103    | 67,786,318    | 66,026,785    |
| Вівці та ягнята               | 8,083,457     | 6,341,799     | 5,819,162     | 5,364,844     |
| Бройлери та інші м'ясні кури  | 1,214,446,356 | 1,389,279,047 | 1,602,574,592 | 1,506,276,846 |
| Кури-несушки                  | 314,144,304   | 334,435,155   | 349 772 558   | 350 715 978   |

Також вирощують кіз, коней, індиків та бджіл, але в меншій кількості. Дані про запаси не так легко доступні, як для основних галузей промисловості. Наприкінці 2002 року в трьох основних штатах-виробниках кіз — Аризоні, Нью-Мексико та Техасі — було 1,2 мільйона кіз. Наприкінці 1998 року в Сполучених Штатах було 5,3 мільйона коней. На кінець 2005 року було 2,5 мільйона бджолиних сімей.

## Тип господарства
Тип ферми залежить від того, які продукти там вирощуються чи виробляються. Дев'ять поширених типів включають:
- Грошове зерно включає кукурудзу, сою та інші зернові (пшениця, овес, ячмінь, сорго), сухі їстівні боби, горох і рис.
- Тютюн
- Бавовна
- Інші польові культури включають арахіс, картоплю, соняшник, батат, цукрову тростину, мітличну кукурудзу, попкорн, цукрові буряки, м'яту, хміль, насіннєві культури, сіно, силос, корми тощо. Тютюн і бавовна можуть бути включені сюди, якщо не в окрему категорію.
- До високоцінних культур належать фрукти, овочі, дині, горіхи, тепличні культури, розсада та сортове садівництво.
- Ферми великої рогатої худоби
- Свиноферми
- Молочарні
- Птахоферми та інкубатори

Однією з характеристик сільськогосподарської галузі, яка виділяє її серед інших, є кількість осіб, які є самозайнятими. Часто фермери та власники ранчо є одночасно основним оператором, особою, відповідальною за успішне управління та прийняття повсякденних рішень, і основним працівником для своєї діяльності. Для працівників сільського господарства, які отримали травму, втрата роботи, як наслідок, впливає на фізичне здоров'я та фінансову стабільність.
Сполучені Штати Америки мають понад 14 000 сертифікованих органічних ферм, які охоплюють понад 5 мільйонів акрів площ, хоча це менше ніж 1 % загальної площі сільськогосподарських угідь США. Виробництво цих господарств значно зросло з 2011 року і перевищило 7,5 мільярда доларів США у 2016 році.

## Управління

Сільськогосподарська субсидія, зі звіту Бюджетного бюро Конгресу США. Примітка: графік не показує субсидії на цукор.

Сільське господарство в Сполучених Штатах насамперед регулюється періодично оновлюваними законопроєктами про сільське господарство США. Управління є як федеральним, так і місцевим, а Міністерство сільського господарства США відповідає федеральному департаменту. Державна допомога включає дослідження видів культур та регіональної придатності, а також багато видів субсидій, певну цінову підтримку та програми позик. Американські фермери не підпадають під квоти на виробництво, і деякі закони для ферм відрізняються від інших робочих місць.
Трудове законодавство, яке забороняє роботу дітей на інших робочих місцях, передбачає деякі винятки для дітей, які працюють на фермах, і повне звільнення для дітей, які працюють на фермі своєї родини. Діти також можуть отримати дозволи в професійно-технічних навчальних закладах або клубі 4-H, які дозволяють їм виконувати роботу, яку вони інакше не мали б виконувати.
Значну частину робочої сили сільського господарства США складають мігранти та сезонні працівники, багато з яких нещодавно іммігрували з Латинської Америки. До цих працівників та їхнього житла, яке часто надає фермер, поширюються додаткові закони.

## Працевлаштування
У 1870 році майже 50 відсотків населення США було зайнято в сільському господарстві. Станом на 2008 рік, менше ніж 2 відсотки населення безпосередньо зайнято в сільському господарстві.
У 2012 році в США було 3,2 мільйона фермерів, власників ранчо та інших керівників сільського господарства, а приблизно 757 900 сільськогосподарських робітників були легально працевлаштовані в США. Тваринники становили 11,5 тис. цих працівників, решта віднесені до категорії «різні сільськогосподарські робітники». Середня оплата становила 9,12 доларів на годину або 18 970 доларів на рік. У 2009 році близько 519 000 осіб віком до 20 років працювали на фермах, які належать їхній родині. Крім молоді, яка жила на сімейних фермах, ще 230 000 молодих людей були зайняті в сільському господарстві. У 2004 році жінки становили приблизно 24 % фермерів; того року в сільському, лісовому та рибальському господарствах було зайнято 580 тис. жінок.
З 1999 по 2009 рік приблизно 50 % найнятих працівників сільського господарства в США були негромадянами, які працювали без законного дозволу. Деякі великі ферми покладаються на нових іммігрантів, які працюватимуть за надзвичайно низьку зарплату. Було показано, що правовий статус працівника впливає на заробітну плату, отриману за роботу. Сільськогосподарський працівник без документів отримує в середньому на 15 % менше, ніж той, хто має амністію або грін-карту. Крім того, було виявлено, що працівники без документів зменшили мобільність у сільськогосподарській галузі, оскільки вони менш здатні мати висококваліфіковану та високооплачувану роботу (роботи, подібні до їхніх задокументованих колег). Ці іммігранти першого покоління можуть сезонно працювати на фермі протягом десяти років. З віком вони стають біднішими через відсутність навичок, ресурсів та освіти. У 1986 році Сполучені Штати прийняли спеціальне положення під назвою Закон про реформу імміграції та контроль за імміграцією, згідно з яким програма спеціальних сільськогосподарських робітників (SAW) надала амністію деяким сільськогосподарським робітникам через важливість цих працівників для галузі. Хоча це дещо покращило життя деяких працівників, багато інших сьогодні живуть у бідності та без пільг. Наприклад, хоча ці працівники стикаються з багатьма професійними ризиками, вони не застраховані та не захищені державними положеннями, такими як Закон про доступну допомогу. Натомість SAW покладаються на центри здоров'я громад та мігрантів, які створені для обслуговування цього населення (хоча вони також страждають від нестачі фінансування та медичних працівників).